# Sulfuro de galio(III)
El sulfuro de galio(III), Ga2S3, es un compuesto de azufre y galio, que es un semiconductor que tiene aplicaciones en electrónica y fotónica.

## Estructura
Existen cuatro polimorfos, α (hexagonal), α' (monoclínico), β(hexagonal) y γ(cúbico). La forma alfa es amarilla. Las estructuras cristalinas están relacionadas con las del ZnS con galio en posiciones tetraédricas. Las formas alfa y beta son isoestructurales con sus análogos de aluminio.Se cree que la similitud en la forma cristalina de la gamma- con la esfalerita (blenda de zinc), ZnS explica el enriquecimiento de galio en los minerales de esfalerita.

## Preparación y propiedades químicas
El Ga2S3 puede prepararse por reacción de los elementos a alta temperatura o como sólido blanco calentando Ga en una corriente de H2S a alta temperatura (950 °C).
También puede prepararse mediante una reacción en estado sólido de GaCl3 y Na2S.
El método de producción puede determinar la forma polimórfica producida, se informa que la reacción de Ga(OH)3 con H2S a diferentes temperaturas produce un polimorfo diferente dependiendo de la temperatura, α- 1020 K, β- 820 K y γ- por encima de 873 K.
El Ga2S3 se descompone a altas temperaturas formando el sulfuro no estequiométrico, Ga4Sx (4,8 < x < 5,2).El Ga2S3 se disuelve en ácidos acuosos y se descompone lentamente en aire húmedo formando H2S.
El Ga2S3 se disuelve en soluciones acuosas de sulfuro de potasio, K2S para formar K8Ga4S10 que contiene el anión (Ga4S10)8- que tiene una estructura molecular del adamantano P4O10.
Los sulfuros ternarios MIGaS2, MIIGa2S4 y MIIIGaS3 respectivamente han sido de interés debido a sus inusuales propiedades eléctricas y algunos de estos pueden ser preparados por reacciones de Ga2S3 con sulfuros metálicos por ejemplo CdGa2S4:-
   Ga2S3 + CdS → CdGa2S4
Aunque por sí mismo el Ga2S3 no es un formador de vidrios, puede reaccionar con sulfuros de tierras raras para formar vidrios, por ejemplo, la reacción con sulfuro de lantano, La2S3, forma un vidrio de sulfuro de galio y lantano que tiene interesantes propiedades ópticas y es un semiconductor.